# Guerrero Maya Jr.
Guerrero Maya (Atlixco, 8 de agosto de 1985) es un luchador mexicano enmascarado del Consejo Mundial de Lucha Libre. Es un luchador técnico. 

## Vida personal
Es hijo de Esteban Mares Castañeda, mejor conocido bajo los nombres de ring Black Terry y Guerrero Maya. Guerrero Maya Jr. obtuvo una licenciatura en Administración de Empresas de una Universidad Europea antes de ser luchador.  Maya Jr. hace mucho trabajo de caridad a través de su empleador, el Consejo Mundial de Lucha Libre (CMLL), incluida la visita a niños enfermos en varios hospitales de México, afirmando que aprecia que su carrera le brinde oportunidades como esa.

## Carrera de lucha libre profesional
Hizo su debut en la lucha libre profesional en el 2005,  como el personaje enmascarado Samba. Había sido entrenado para su carrera de lucha libre profesional por El Reo, El Dandy y Black Terry. También, recibió entrenamiento  de El Satánico y Franco Colombo una vez que comenzó a trabajar para CMLL. Como Samba, trabajó principalmente en el circuito independiente mexicano en el Estado de México, aunque hizo un debut en la cartelera baja para la promoción de lucha libre International Wrestling Revolution Group (IWRG) a principios de 2007.

### Multifacético (2007-2009)
A fines de 2007, se le dio un nuevo nombre de ring y máscara y se convirtió en Multifacético, el tercer luchador en usar el nombre y la máscara en IWRG. Como Multifacético, trabajó como técnico.  Con el tiempo, sus habilidades en el ring mejoraron y su larga disputa con Black Terry finalmente demostró que tenía habilidades de lucha y los dos organizaron algunos de los mejores combates de IWRG en 2008 según la revista Súper Luchas . Durante la historia entre los dos, Multifacético derrotó a Black Terry por ell Campeonato Intercontinental de Peso Welter de la IWRG,  el cual perdió 67  ante Fuerza Guerrera el 29 de mayo de 2008. Como parte de su impulso promocional como estrella principal, Multifacético ganó una rápida sucesión de Luchas de Apuestas ("Partidos de apuestas"), donde su oponente se vio obligado a afeitarse el cabello después de la derrota. 

### Guerrero Maya Jr. (2009-presente)
Unos meses después, CMLL anunció que el hijo del enmascarado retirado Guerrero Maya se uniría a CMLL, usando el nombre de ring Guerrero Maya Jr.  Guerrero Maya Jr. hizo su debut en el ring el 31 de mayo de 2009 junto con otros luchadores nuevos que firmaron con CMLL.  Inicialmente vestía una máscara negra y aguamarina y un traje de cuerpo completo.  Más tarde cambiaría su combinación de colores y el diseño de la máscara a una base negra con colores verde, rosa y azul, incluido un logotipo "M" visible que recuerda a la máscara Multifacético.
Guerrero Maya Jr. recibió su primera gran oportunidad en abril de 2010 cuando ingresó al torneo Gran Alternativa 2010, un torneo que empareja a un novato y un veterano para una competencia de parejas. Maya Jr. se asoció con Valiente para el torneo, pero perdió ante el equipo de Raziel y Averno en la primera ronda. Durante aproximadamente un año, Guerrero Maya Jr. continuó trabajando en combates de mitad de cartelera, ganando experiencia mientras seguía entrenando en la escuela de lucha libre de CMLL. En 2011 compitió una vez más en la Gran Alternativa de ese año, esta vez formando equipo con Máximo, pero no tuvo más éxito que su participación en 2010 cuando el equipo perdió ante Negro Casas y Puma King en la primera ronda. Después del torneo Gran Alternativa, Guerrero Maya Jr. ingresó en el torneo Forjando un Ídolo ("Forjando un ídolo") de CMLL junto con otros luchadores jóvenes, todos tratando de hacerse un nombre. Guerrero Maya Jr. derrotó a Metal Blanco, pero perdió ante Dragon Lee. y Delta, debido a la votación de los fanáticos, Maya ganó un punto adicional, forzando un empate entre él y Metal Blanco para quién avanzaría. Guerrero Maya Jr. derrotó a Metal Blanco en el desempate, pasando a la segunda ronda. Guerrero Maya Jr. perdió en la primera ronda de la segunda ronda ante el eventual ganador del torneo, Ángel de Oro . 2011 fue el año en que Guerrero Maya Jr. comenzó a ascender en las filas de CMLL, compitiendo en varios torneos, incluido un torneo por el vacante Campeonato Mundial Superligero de CMLL, llegando hasta la final del torneo antes de ser derrotado por Virus . CMLL celebró otro torneo en junio de 2011, una continuación del torneo Forjándo un Ídolo llamado Forjándo un Ídolo: La guerra continúa ("Forjando un ídolo: la guerra continúa") donde los dos mejores luchadores de cada grupo se unieron con su entrenador para un tríos torneo. El entrenador de Guerrero Maya Jr., Shocker, se lesionó y este tuvo que ser reemplazado por Atlantis y se sumó Delta . Los tres derrotaron a Negro Casas, Diamante e Hijo del Signo para ganar el torneo. Guerrero Maya Jr. se lesionó durante el partido de semifinales, pero lo superó para ganar la final, pero luego tuvo que tomarse un par de meses de descanso para recuperarse de su lesión en el hombro.

#### Los Reyes de la Atlántida

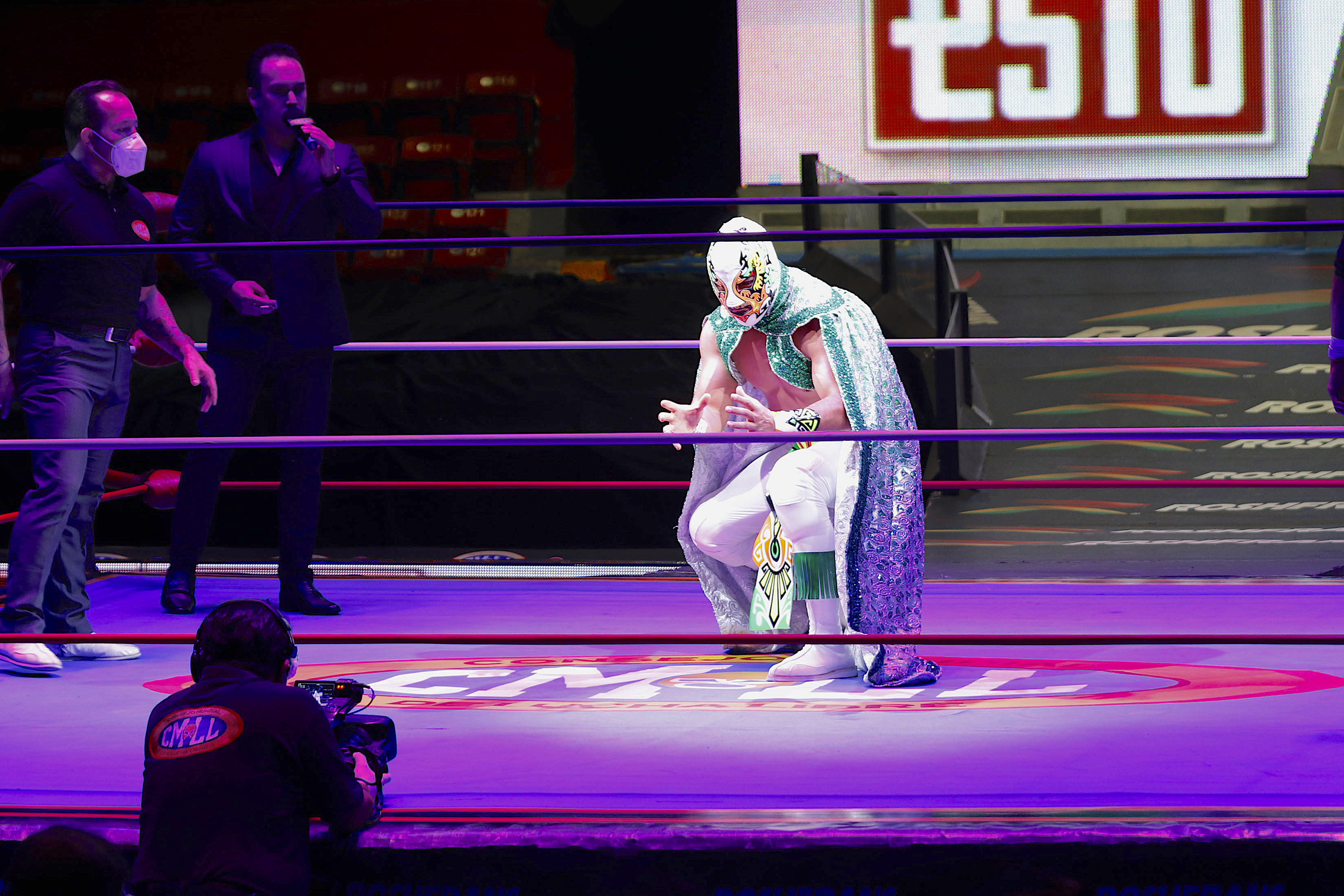
Guerrero Maya Jr. posa en el ring en un show del CMLL en julio de 2020

El 16 de noviembre, Atlantis anunció que formaría oficialmente un establo llamado Los Reyes de la Atlántida ("Los Reyes de la Atlántida") con Delta y Guerrero Maya Jr. Durante la conferencia de prensa para anunciar el nuevo grupo, el anuncio fue interrumpido por Shocker., enojado porque su equipo había recurrido a Atlantis en lugar de él y presentó su propio trío, formado por él y dos nuevos personajes, Titán y Tritón . La historia con Los Reyes se abandonó solo unas semanas después, cuando Shocker fue retirado de los programas por motivos personales. El 16 de diciembre, Los Reyes de la Atlántida derrotaron a Los Invasores ( Olímpico, Psicosis II y Volador Jr. ) para ganar el Campeonato Nacional de Tríos de México en el programa Sin Piedad del CMLL. A principios de 2012 Guerrero Maya Jr. compitió en su primer Torneo Nacional de Parejas Increibles, haciendo equipo con rudo ("Bad guy") Euforia pero perdió en la primera ronda ante el equipo de Máscara Dorada y Volador Jr. El 22 de junio de 2012 Los Reyes de la Atlántida perdieron el título ante Los Depredadores del Aire (Black Warrior, Mr. Águila y Volador Jr.). El 30 de octubre, Los Reyes de la Atlántida recuperaron el Campeonato Nacional de Tríos de México de manos de Los Depredadores del Aire . Perdieron el título ante el equipo Los Invasores de Kraneo, Mr. Águila y Psicosis II el 16 de diciembre de 2012. Unos días después, el 25 de diciembre de 2012, Guerrero Maya Jr. desafió sin éxito a Negro Casas por el Campeonato Histórico de Peso Welter de la NWA en un espectáculo navideño en Arena México después de derrotar a Casas en una serie de combates previos al espectáculo. A principios de 2013, Guerrero Maya Jr. y Negro Casas se unieron para el Torneo Nacional de Parejas Increibles 2013 del CMLL, un torneo donde el concepto era que los rivales o al menos luchadores de lados opuestos de la división técnico / rudo . El equipo perdió en la primera ronda ante los eventuales ganadores del torneo La Sombra y Volador Jr. En marzo de 2013, se anunció que Guerrero Maya Jr. participaría en En Busca de un Ídolo 2013 ("En busca de un ídolo". ") torneo. Cuando se revelaron los detalles oficiales del torneo a principios de mayo, Guerrero Maya Jr. había sido eliminado como competidor. El 3 de noviembre, Maya y Delta derrotaron a La Fiebre Amarilla ( Namajague y Okumura ) para ganar el CMLL Arena Coliseo Tag Team Championship . El 9 de febrero de 2014, Maya y Delta defendieron el Campeonato en Parejas del CMLL Arena Coliseo contra Tiger y Puma King. El reinado de Guerrero Maya Jr. con el Campeonato de Parejas de Arena Coliseo terminó más de 400 días después cuando el equipo perdió ante La Comando Caribeño ("The Caribbean Commando"; Misterioso Jr. y Sagrado ) el 28 de febrero de 2015. El 26 de abril de 2015, Los Reyes de la Atlántida ganaron el Campeonato Nacional de Tríos de México por tercera vez récord al derrotar a La Peste Negra ( El Felino, Mr. Niebla y Negro Casas).
En mayo de 2015, Guerrero Maya Jr. compitió en un combate clasificatorio para la versión 2015 de En Busca de un Ídolo como uno de los 16 luchadores en el torneo clasificatorio cibernético, combate eliminatorio donde los últimos ocho luchadores clasificarían para el torneo. Compitió contra Akuma, Blue Panther Jr., Cancerbero, Canelo Casas, Delta, Disturbio, Esfinge, Flyer, El Gallo, Joker, Pegasso, Raziel, Sagrado, Stigma y Boby Zavala . Eliminó a Raziel y fue uno de los sobrevivientes para calificar para la parte principal del torneo. Maya Jr. obtuvo 100 puntos de 140 puntos posibles al ganar 5 partidos, perdiendo solo ante Boby Zavala y Esfinge. Maya Jr. también obtuvo puntos favorables de los jueces, El Tirantes, El Hijo del Gladiador, Shocker y un juez rotativo, obteniendo un total de 213 puntos, un promedio de 7.6, el segundo más alto de la primera ronda. Con 225 puntos de las encuestas de los fanáticos, Guerrero Maya Jr. terminó en el primer lugar después de la primera ronda con un total de 538 puntos, clasificando así a la segunda ronda del torneo. En la final Guerrero Maya Jr. perdió ante Bobby Zavala. El 19 de diciembre de 2015, Guerrero Maya Jr., haciendo equipo con The Panther, recuperó el Campeonato en Parejas del CMLL Arena Coliseo de manos de La Comando Caribeño, lo que convirtió a Guerrero Maya Jr. en el primer luchador de la era moderna en ganar ese campeonato dos veces. En enero de 2016, Guerrero Maya Jr. hizo su debut en Japón al participar en la gira Fantastica Mania 2016 coproducida por CMLL y New Japan Pro-Wrestling (NJPW). En el quinto programa de la gira, él y The Panther defendieron con éxito el Campeonato de Parejas de Arena Coliseo contra Boby Z y Okumura. El 25 de diciembre de 2016 Guerrero Maya Jr y The Panther perdieron el título ante Black Terry y Negro Navarro, dos luchadores independientes que no trabajan para el CMLL, el combate se llevó a cabo en el programa de Lucha Memes "Chairo 7: Hell In a Christmas Cell", un programa no perteneciente al CMLL.

### apariciones en EE. UU.
Guerrero Maya Jr. y Stuka Jr. representaron a CMLL en el torneo de la Copa Crockett 2019 el 27 de abril de 2019 en Concord, Carolina del Norte. El dúo perdió ante Royce Isaacs y Thomas Latimer en la primera ronda del torneo para ser eliminado.